# Ella i John
Ella i John (ang. The Leisure Seeker) – francusko-włoski dramat filmowy z 2017 roku w reżyserii Paola Virzìego, powstały na podstawie powieści Ella i John (2009) autorstwa amerykańskiego pisarza Michaela Zadooriana. Główne role w filmie zagrali Donald Sutherland i Helen Mirren. Zdjęcia kręcono w stanach Georgia (m.in. w Atlancie) i Floryda (Key West).

## Premiera
Premiera filmu odbyła się 3 września 2017 podczas 74. MFF w Wenecji, gdzie obraz startował w konkursie głównym. Cztery miesiące później, 3 stycznia 2018, obraz trafił do kin na terenie Francji, a 18 stycznia - we Włoszech. W Polsce premiera filmu miała miejsce 25 maja 2018.

## Fabuła
Emerytowani Amerykanie Ella (Helen Mirren) i John (Donald Sutherland) Spencerowie niespodziewanie wyruszają w podróż starym autem kempingowym, które przez lata woziło ich rodzinę w wymarzone miejsca. Tym razem wybierają się z Bostonu do domu Ernesta Hemingway na Key West. Małżonkowie uciekają od rutyny i od nadopiekuńczych dzieci w poszukiwaniu dawnej pasji życia.

## Obsada
- Donald Sutherland jako John Spencer
- Helen Mirren jako Ella Spencer
- Janel Moloney jako Jane Spencer
- Kirsty Mitchell jako Jennifer Ward
- Robert Pralgo jako Phillip
- Christian McKay jako Will Spencer
- Dick Gregory jako Dan Coleman
- Mylie Stone jako Emily Ward

## Odbiór

### Krytyka
Film Ella i John spotkał się z mieszaną reakcją krytyków.  W serwisie Rotten Tomatoes 35% z osiemdziesięciu dziewięciu recenzji filmu jest pozytywne (średnia ocen wyniosła 5,2 na 10). Na portalu Metacritic średnia ocen z 23 recenzji wyniosła 45 punktów na 100.

### Nagrody i nominacje
| Rok  | Miejsce                                | Nagroda    | Kategoria                                | Odbiorcy i nominowani | Wynik     |
| ---- | -------------------------------------- | ---------- | ---------------------------------------- | --------------------- | --------- |
| 2017 | 74. MFF w Wenecji                      | Złoty Lew  | Udział w konkursie głównym               | Paolo Virzì           | nominacja |
| 2018 | 75. ceremonia wręczenia Złotych Globów | Złoty Glob | Najlepsza aktorka w komedii lub musicalu | Helen Mirren          | nominacja |